# كارل هويفكينز
كارل هويفكينز (6 أكتوبر 1978 في بلجيكا - ) هو لاعب كرة قدم بلجيكي في مركز الدفاع. شارك مع منتخب بلجيكا تحت 17 سنة لكرة القدم ومنتخب بلجيكا تحت 19 سنة لكرة القدم ومنتخب بلجيكا تحت 20 سنة لكرة القدم ومنتخب بلجيكا تحت 21 سنة لكرة القدم ومنتخب بلجيكا لكرة القدم. أما مع النوادي، فقد لعب مع أوستينده وبيرسخوت إيه سي وستوك سيتي وليرس ومانشستر 62 ونادي فيسترلو ونادي كلوب بروج ووست بروميتش ألبيون وK.F.C. Lommel S.K. ‏.

## وصلات خارجية
- كارل هويفكينز على موقع الاتحاد الدولي (مؤرشف)  (الإنجليزية)
- كارل هويفكينز على موقع الاتحاد البلجيكي (الإنجليزية)
- كارل هويفكينز على موقع قاعدة بيانات كرة القدم.إي يو (الإنجليزية)
- كارل هويفكينز على موقع ناشيونال فوتبول تيمز (الإنجليزية)
- كارل هويفكينز على موقع Soccerbase.com (لاعب) (الإنجليزية)
- كارل هويفكينز على موقع Soccerway.com (الإنجليزية)
- كارل هويفكينز على موقع عالم كرة القدم.نت (الإنجليزية)
- كارل هويفكينز على موقع AS.com (الإسبانية)